# 贡德拉特
贡德拉特是德国莱茵兰-普法尔茨州的一个市镇。总面积1.29平方公里，总人口122人，其中男性60人，女性62人（2011年12月31日），人口密度95人/平方公里。